# Ебебіїн
Ебебії́н — поселення на північному сході Ріо-Муні, Екваторіальна Гвінея. Розташоване на кордоні з Габоном і Камеруном і міститься на перетині трьох важливих транспортних шляхів з Бати, Яунде й центру Габону. Ебебіїн - це столиця провінції Ке-Нтем. Населення становить понад 36 тисяч осіб.
На початку 2015 року у місті відбулися футбольні матчі фінальної частини Кубка африканських націй.

## Клімат
Місто знаходиться у зоні, котра характеризується мусонним кліматом. Найтепліший місяць — лютий із середньою температурою 26 °C (78.8 °F). Найхолодніший місяць — липень, із середньою температурою 23.9 °С (75 °F).
| Клімат Ебебіїна         | Клімат Ебебіїна | Клімат Ебебіїна | Клімат Ебебіїна | Клімат Ебебіїна | Клімат Ебебіїна | Клімат Ебебіїна | Клімат Ебебіїна | Клімат Ебебіїна | Клімат Ебебіїна | Клімат Ебебіїна | Клімат Ебебіїна | Клімат Ебебіїна | Клімат Ебебіїна |
| Показник                | Січ.            | Лют.            | Бер.            | Квіт.           | Трав.           | Черв.           | Лип.            | Серп.           | Вер.            | Жовт.           | Лист.           | Груд.           | Рік             |
| Середня температура, °C | 25,2            | 26              | 25,9            | 25,9            | 25,6            | 24,9            | 23,9            | 23,9            | 24,7            | 24,9            | 25              | 25              | 25,1            |
| Норма опадів, мм        | 58              | 82.8            | 192.7           | 204.5           | 218.3           | 128             | 42              | 55.5            | 233.7           | 331.2           | 199.6           | 68.8            | 1815.1          |
| Днів з опадами          | 4,6             | 7,4             | 13,1            | 14,7            | 16,5            | 11              | 6,3             | 8,3             | 18              | 21,8            | 15,4            | 6,6             | 143,7           |
| Вологість повітря, %    | 80.5            | 78.6            | 80.4            | 80.7            | 81.9            | 83.4            | 84.8            | 83.8            | 82.5            | 83              | 82.9            | 82.7            | 82.1            |
| ----------------------- | --------------- | --------------- | --------------- | --------------- | --------------- | --------------- | --------------- | --------------- | --------------- | --------------- | --------------- | --------------- | --------------- |
| Джерело: Weatherbase    |                 |                 |                 |                 |                 |                 |                 |                 |                 |                 |                 |                 |                 |